# KKday
KKday於2014年創立，為台灣提供旅遊體驗與行程的線上平台。平台目前蒐集的旅遊行程與體驗超過350,000種，遍佈全球92個國家、550個城市。KKday於亞太地區設有多個辦公室與服務據點，包括台灣、香港、新加坡、韓國、日本、馬來西亞、泰國、菲律賓、越南、上海、澳洲等地。目前全球員工數約900人。

## 歷史
KKday公司於2014年4月成立，其網站於2015年1月上線。
2020年，KKday面對海外疫情衝擊，投入國旅市場，打造戶外露營、離島、風格旅遊、飯店住宿等新商品。6月推出旅遊預訂系統rezio。12月成立FineDayClub。
2021年5月因應台灣2019冠狀病毒病疫情，開發宅經濟商品，推出全台各地名店串連求生的在地美食防疫包等，並與供應商跨界合作。10月，推出「KKday商城」。
2022年2月，︁KKday與FineDayClub共同發售全球首顆「可以吃的NFT」，提供客戶體驗虛實整合的VR服務。
2023年1月，邊境解封KKday 2022年全球市場營收創史上新高

## 投資
2016年3月，KKday獲A輪融資450萬美元，由創投公司AppWorks投資，規劃擴展該公司在東南亞的消費市場。
2016年12月，再獲A+ 輪融資700萬美元，由AppWorks、新加坡Monk’s Hill Ventures共同投資，在東南亞、東北亞市場進行規模化擴張。
2018年2月，KKday獲B輪策略融資1,050萬美元，由日本旅遊集團H.I.S.投資，並與其合作擴大市場。
2018年11月，獲B+輪融資，由LINE Ventures和阿里巴巴台灣創業者基金策略融資。
2020年9月，KKday獲C輪策略投資，由日本Cool Japan Fund領投。
2022年7月，獲亞洲私募基金TGVest領投C+輪募資，領投者TGVest將著重於投資台灣、日本以及兩地市場連結。
2024年12月，KKday宣布再獲約7000萬美元募資，Cool Japan Fund、國發基金、ZUU & De Capital Fund、彰銀創投、達盈管理顧問等投資人協力支持。

## 數位應用服務
- rezio：KKday旗下「rezio預訂管理系統」，協助業者架設預訂官網、控位引擎、通路訂單整合、同業分銷、掃碼核銷及手機App管理等。目前海內外多個人氣景點皆相繼導入，包括基隆和平島、日本北海道旭山動物園、沖繩琉球村等。全球用戶突破 6,000 家服務旅客人次超過 1,000萬。
- KKday商城：2021年10月推出KKday商城。店家可藉此快速建立品牌商店、自主上架、靈活定價、精準位控以及即時接單回覆，目前已有超過2,300個全球店家導入，總上架商品數突破9,000支
- FineDayClub：2020年12月KKday成立的會員制服務，服務範圍包括旅遊度假、餐酒饗宴、生活風格、專屬選品等四大項，提供完整又貼心的款待與服務。截至 2022年，FineDayClub會員人數達10,000人，且服務30個企業客戶。

## 獲獎紀錄
2019年，KKday獲得台灣高鐵客票銷售的入境遊客第一名
2022年2月，獲得觀光局舉辦 「2022 觀光節」優良觀光產業獎、優良觀光產業從業人員獎
2022年4月，獲得《數位時代》舉辦的2022年「Future Commerce Awards 創新商務獎」最佳管理創新獎銅獎
2020年7月，KKday的「Guru業績預測模型」獲得《數位時代》舉辦的2020年「Future Commerce Awards 創新商務獎」最佳管理創新獎銅獎。
2023年6月，獲得《數位時代》舉辦的2023年「Future Commerce Awards 創新商務獎」最佳管理創新獎銅獎
2023年6月，KKday旗下的「KKday商城」獲得《數位時代》舉辦的2023年「Future Commerce Awards 創新商務獎」最佳商業模式創新銅獎
2024年，獲得《動腦雜誌》與台灣廣告主協會共同舉辦「行銷傳播傑出貢獻獎」年度傑出品牌（電子商務產業）銀獎。隔年再獲傑出品牌（電子商務產業）銅獎。
另外，KKday旗下的rezio預訂管理系統，在2020年12月獲得交通部觀光局「科技觀光得塔推進賽」最佳陽明山獎；2021年7月，也獲得《數位時代》舉辦的2021年「Future Commerce Awards 創新商務獎」最佳產品創新獎銀獎。

## 資料來源
1. ↑  .   [2022-08-10]. （原始内容存档于2022-08-10）.
2. ↑  .   [2022-08-10]. （原始内容存档于2022-08-10）.
3. ↑  .   [2022-08-10]. （原始内容存档于2022-12-04）.
4. ↑  .   [2022-08-10]. （原始内容存档于2022-12-02）.
5. ↑  .   [2022-08-10]. （原始内容存档于2021-11-10）.
6. ↑  .   [2016-09-13]. （原始内容存档于2020-11-23）.
7. ↑  .   [2019-01-21]. （原始内容存档于2020-11-25）.
8. ↑  .   [2019-01-21]. （原始内容存档于2020-11-25）.
9. ↑  .   [2019-01-21]. （原始内容存档于2020-09-18）.
10. ↑  .   [2019-01-21]. （原始内容存档于2018-07-31）.
11. ↑  .   [2022-08-10]. （原始内容存档于2022-08-10）.